# Prima generazione delle console
La prima generazione delle console per videogiochi è iniziata nel 1972 con il Magnavox Odyssey (il cui sviluppo iniziò nel 1968 da parte di Ralph Baer con il nome in codice The Brown Box) e terminata nel 1977.
I sistemi appartenenti a questa generazione non avevano al loro interno un microprocessore, ma erano degli specifici automi a stati finiti senza codice, composti da circuiti a logica discreta che implementavano tutti i diversi aspetti del gioco stesso. Le ultime console di questa generazione inglobarono la parte principale della circuiteria su circuiti integrati ("pong su un chip") come la serie dei chip di Pong dell'Atari e la serie AY-3-8500 della General Instruments.
A differenza delle successive generazioni, un elenco completo di console della prima generazione ne comprenderebbe diverse centinaia.

## I primi sistemi
Dopo diversi esperimenti e prototipi, Ralph Baer ultimò quella che sarebbe diventata la prima console della storia, la Magnavox Odyssey: lanciata nel 1972, era costituita da una parte analogica (l'output e il sistema di controllo) e da circuiteria digitale. Più precisamente, la logica era implementata in DTL, sistema utilizzato antecedentemente alla TTL.
L'Odyssey non fu un grande successo commerciale, soprattutto per lo scarso marketing della stessa Magnavox; fu infatti nel 1975 che con PONG della Atari (ma distribuita dalla catena di negozi Sears), le console casalinghe conobbero una grande popolarità, sebbene l'ideatore Nolan Bushnell si fosse ispirato proprio alla Odyssey, vista in una dimostrazione prima del lancio. Il suo successo portò all'invasione del mercato da parte di diversi cloni, tra i quali la Coleco Telstar (a sua volta prodotta in parecchie versioni differenti). La prima generazione terminò nel 1976 con l'uscita della Fairchild Channel F, sistema programmabile tramite cartucce rimovibili.

### Console
Per una lista più completa si veda la lista delle console di prima generazione
| Nome              | Magnavox Odyssey                                 | Magnavox Odyssey 100 | Magnavox/Philips Odyssey 200 | Atari/Sears Telegames Pong | Coleco Telstar             | Nintendo Color TV Game                              |
| ----------------- | ------------------------------------------------ | -------------------- | ---------------------------- | -------------------------- | -------------------------- | --------------------------------------------------- |
| Immagine          |                                                  |                      |                              |                            |                            |                                                     |
| Prezzo di lancio  | US$100                                           | US$100               | US$100-230                   | US$98.95                   | N/A                        | ¥8,300 - ¥48,000 (circa $101 - $584.8 USD del 2010) |
| Anno              | 1972 (Stati Uniti) 1975 (Giappone) 1974 (Europa) | 1975                 | 1975                         | 1975                       | 1976                       | 1977                                                |
| Media             | Cartucce                                         | n/a                  | n/a                          | Chip incorporato           | Cartucce (Telestar Arcade) | n/a                                                 |
| Accessori di base | Pistola ottica                                   | n/a                  | n/a                          | n/a                        | n/a                        | n/a                                                 |

## Pong su un chip
Finita la prima fase di queste console realizzate con singoli circuiti discreti, vennero distribuite diverse serie di chip che inglobavano in toto la circuiteria discreta che implementava i diversi giochi; i singoli chip comprendevano anche più di un gioco ed uno stesso chip veniva usato da diverse console. Ogni console permetteva di giocare a tutti o ad un sottoinsieme dei giochi disponibili sui chip.
Nell'ultima fase di questa generazione, il chip venne spostato dalla console alle cartucce, permettendo di usare più chip (e quindi più giochi) con una sola console: nacque così la serie PC-50x.
La seguente tabella riporta i principali chip e le relative principali console che li utilizzavano.
| Nome                     | Anno  | Produttore                | Colori | Giochi inclusi                                                                 | Console |
| ------------------------ | ----- | ------------------------- | ------ | ------------------------------------------------------------------------------ | --- |
| AY-3-8500                | 1976  | General Instrument        | No     | Tennis, calcio, squash, allenamento, 2 giochi con fucile                       | Telstar (Telstar, Classic, Deluxe, Ranger, Alpha, Colormatic, Regent, Sportsman) Odyssey (300, 2000, 3000) Radio Shack TV Scoreboard Unisonic Sportsman/Tournament Philips Tele-Spiel ES2203 e ES2204 Zanussi/Seleco Play-O-Tronic Videomaster (Strika, Strika 2, ColourScore 2, SuperScore) APF TV Fun (Model 401) BSS 01 |
| AY-3-8510                | 1978? | General Instrument        | Sì     | Tennis, hockey, pallamuro, jai alai                                            | Telstar Colortron |
| AY-3-8512                | 1978? | General Instrument        | Sì     | Tennis, hockey, pallamuro, jai alai, skeet, target                             | Telstar Marksman |
| AY-3-8550                | 1976  | General Instrument        |        | AY-3-8500 migliorato con movimento orizzontale del giocatore                   | Philips Tele-Spiel ES 2208 Las Vegas super color |
| AY-3-8600                | 1977  | General Instrument        | No     | 8 giochi con palle e paddle                                                    | Telstar Galaxy Odyssey 4000 Philips Tele-Spiel ES2218 |
| AY-3-8303                | 1976  | General Instrument        |        | 2 giochi con gare di macchine                                                  | PC-50x |
| AY-3-8305                | 1977  | General Instrument        |        | 3 giochi di guerra con sottomarini                                             | PC-50x |
| AY-3-8306                | 1977  | General Instrument        |        | 10 giochi di tipo breakout                                                     | PC-50x |
| AY-3-8307                | 1977  | General Instrument        |        | 3 giochi di mira col fucile                                                    | PC-50x |
| AY-3-8610                | 1977  | General Instrument        | No     | 8 giochi con palle e paddle + 2 giochi con fucile ottico                       | Videomaster Sportsworld Philco/Ford Telejogo II PC-50x |
| AY-3-8550                | 1976? | General Instrument        | No     | Gli stessi dell'8500 ma con l'aggiunta del movimento orizzontale del giocatore | Philips Tele-Spiel ES2208 |
| AY-3-8700 AY-3-8710      | 1978? | General Instrument        |        | 4 giochi con carroarmati                                                       | Telstar Combat! PC-50x |
| AY-3-8760 AY-3-8765      | 1976  | General Instrument        |        | 4 giochi motor-cycle: Skill cycle, Cycle race...                               | Ideal-Computer Tele-Match Cassette 4, Sears Tele-Games Motocross Sports Center IV (99729) |
| MPS-7600-001,002,003,004 | 1977  | MOS Technology            |        | Ognuna delle 4 varianti del chip aveva circa 4 giochi                          | Telstar Gemini (solo la variante 004) Telstar Arcade (tutte 4 le varianti) Commodore TV Game 2000K/3000H (solo la variante 001) |
| MM-57100/MM-57105(PAL)   | 1976  | National Semiconductor    | Sì     | Tennis, Hockey, Squash                                                         | National Adversary Philips Odyssey 2001 Videomaster (ColourScore, VisionScore, ColourShot) Philco/Ford Telejogo |
| MM-57106/MM-57186(PAL)   | 1977  | National Semiconductor    | Sì     | Tennis, Hockey, Squash, Breakout, Flipper e Football.                          | Philips N30 Philips Odyssey 2100 |
| F4301                    | 1976  | Universal Research Labs   | N/A    | Due giochi di palle e paddle e due di corsa delle macchine                     | Indy 500 system (Video Action 4) Sears/Atari Speedway e Speedway IV Interton Video 2800 MBO Tele-Ball VIII |
| TMS-1955                 | 1976  | Texas Instruments         |        | 4 giochi di tipo pong                                                          | Bandai TV JACK 1000, Otron Gamatic 7600 |
| TMS-1965                 | 1976  | Texas Instruments         |        | 4 giochi di tipo pong                                                          | Grandstand TV game color Adman 3000, Univox 41N |
| SN76410N                 | 1976? | Texas Instruments         | N/A    | Sei giochi di palle e paddle                                                   | Tele-Match 3300R Ricochet Super Pro (modello MT-4A) Venture Electronics Video Sports VS-5 |
| 3659-1C/C2566            | 1975  | Atari                     | No     | Pong                                                                           | Atari PONG |
| 3659-3                   | 1975  | Atari                     | No     | Pong                                                                           | Atari PONG Doubles Sears PONG IV |
| C010073-3                | 1976  | Atari                     | No     | 4 varianti di Pong                                                             | Atari/Sears Super PONG |
| C010073-01/C2607         | 1976  | Atari                     | N/A    | 10 varianti di Pong                                                            | Atari Super PONG Ten |
| C010765                  | 1977  | Atari                     | N/A    | 16 varianti di Pong                                                            | Atari Ultra PONG Atari Ultra PONG Doubles |
| C011500-11/C011512-05    | 1977  | Atari                     | N/A    | 7 giochi tra flipper e Blockout                                                | Atari Video Pinball |
| M58815P e M58816P        | 1977  | Mitsubishi (per Nintendo) | Sì     | 15 varianti di Pong                                                            | Nintendo Color TV Game 6 Nintendo Color TV Game 15 |